# おなちゅう
おなちゅうは、名古屋テレビ放送（メ〜テレ）で放送されていたローカル番組である。2015年3月終了。同年8月29日に復活放送された。

## 概要
「おなちゅう」は、「同じ出身中学」を略した造語である。東海地方で初の番組司会を務める小島よしおが「おなちゅうサポーター」として、挑戦者が同窓会費10万円獲得を目指す中、番組を進めていく。愛知、岐阜、三重の3県内の中学校を小島が訪問し、校門で2人の挑戦者が小島を出迎え、挑戦者が中学周辺の自慢できるものや有名人を紹介する。挑戦者の中学紹介が終わると、小島から挑戦者に探してもらう「3つのお題」の発表がある。3つのお題全てクリアできたら、同窓会費10万円獲得となる。また、復活版は対決方式で、相手側サポーターはスギちゃんが務めた。お題をクリアするたびに相手サポーターに電話報告して、プレッシャーを与えるルールが採用された。
2011年10月に深夜単発枠『テレビノタネ』で放送された後、2012年4月から6月まで火曜深夜枠にてレギュラー化。2013年1月に土曜午前枠にて再び単発放送を経て、同年4月からレギュラー化。

## ルール
制限時間は4時間。制限時間内に指定された3つのお題をクリアしないと同窓会費獲得することができない。その3つのお題のうち、クリアできるのは1人1つで、挑戦者達と同じ中学卒業生（年代は関係ない）でないとクリアとはならない。また、挑戦者達以外でそのお題を探すことも挑戦者達と同じ中学卒業生であれば、電話して依頼することも可能である。途中「ランチタイム」があるが、制限時間には含まれてはおらず、ゆっくり食事することができる。

## お題の定番
- 通知表オール5
- 抜き打ちテスト10問
- 有名人がいる卒業アルバム
- あるシングル曲を持っている方
- 中学時代、ブームとなったアイテム
- 中学時代、ある曲をカラオケで1番の歌詞を完璧に歌える方

## 出演者
- 小島よしお（学生服姿で後ろに「おなちゅう」が書かれている）
- スギちゃん（復活版のサポーター）出身中学は一宮市立尾西第二中学校

## 東海3県で有名人が通っていた中学校
- 加藤歩（お笑い芸人）四日市市立南中学校
- 天野ひろゆき（同上）岡崎市立南中学校
- 加藤あい（女優）愛知県内の中学校
- 荻野真（漫画家）岐阜県内の中学校
- 内藤尚行（元プロ野球選手）豊川市立南部中学校
- 奥田瑛二（俳優）春日井市立高蔵寺中学校
- 山本正之（シンガーソングライター）安城市立安城南中学校
- 河村たかし（名古屋市長・政治家）名古屋市立桜丘中学校

## 放送時間
- 毎週水曜 1:25 - 1:55（2012年4月18日 - 2012年6月20日）
- 毎週土曜 10:00 - 10:45（2013年4月6日 - 2015年3月）